# Västermo socken
Västermo socken i Södermanland ingick i Västerrekarne härad, ingår sedan 1971 i Eskilstuna kommun och motsvarar från 2016 Västermo distrikt.
Socknens areal är 89,27 kvadratkilometer, varav 88,79 land. År 2000 fanns här 721 invånare. Kyrkbyn Västermo med sockenkyrkan Västermo kyrka ligger i socknen.  

## Administrativ historik
Västermo socken har medeltida ursprung.  
Vid kommunreformen 1862 övergick socknens ansvar för de kyrkliga frågorna till Västermo församling och för de borgerliga frågorna till Västermo landskommun. Landskommunen inkorporerades 1952 i Västra Rekarne landskommun som 1971 uppgick i Eskilstuna kommun. Församlingen uppgick 2002 i Västra Rekarne församling.
1 januari 2016 inrättades distriktet Västermo, med samma omfattning som församlingen hade 1999/2000.
Socknen har tillhört län, fögderier, tingslag och domsagor enligt vad som beskrivs i artikeln Västerrekarne härad.  De indelta soldaterna tillhörde Södermanlands regemente, Väster Rekarne kompani.

## Geografi
Västermo socken ligger sydost om Arboga norr om Hjälmaren kring Hjälmare kanal  med Köpingsåsen i öster och med en skärgård i Hjälmaren.  Socknen är flack med odlingbygd vid sjön och mossrik skogsbygd.

## Fornlämningar
En boplats från stenåldern är funnen. Från bronsåldern finns gravrösen och skärvstenshögar. Från järnåldern finns fem gravfält. En runristningar, Skrivarestenen, på ett block har påträffats.

## Namnet
Namnet (1291 Wästärmo) innehåller mo, 'sandig mark' vilket ger tolkningen 'den västra mon', eller 'det västra Mo'. Kyrkan ligger vid ett sandområde väster om Köpingsåsen.